# Покровское (Кильмезский район)
 Покровское  — упразднённая в 2012 году деревня в Кильмезском районе Кировской области. На год упразднения входила в состав Зимнякского сельского поселения.

## География
Расположена на реке Зеквай, на расстоянии в 3 км от села Зимник, примерно 9 км по прямой на восток от райцентра посёлка Кильмезь.

## История
Известна с 1926 года.
Снят с учёта 28.06.2012 Законом Кировской области от 28.06.2012 № 178-ЗО.

## Население
В 1926 году жителей 139, в 1950 34 и 118, в 1989 оставалось 3 жителя. В 2002, 2010 годах — опустевшая деревня.

## Инфраструктура
Было личное подсобное хозяйство. В 1926 году 36 домохозяйств.

## Транспорт
Просёлочная дорога.